# François Michel Hérault
Pour les articles homonymes, voir Hérault.
François Michel Hérault, mort en 1801 à Alexandrie, est un mécanicien français.
Il fait partie de l’Expédition d’Égypte.
En 1799, Conté installe des ateliers dans l'île de Roudah, près du Caire. Hérault est chef de l'atelier des Machines de précision, géométrie, horlogerie, orfèvrerie.
Il meurt de la peste à Alexandrie.